# Cratere Lydda
Lydda  è un cratere sulla superficie di Marte.